# Csucskovói járás

A Csucskovói járás a Rjazanyi területen

A Csucskovói járás (oroszul Чучковский район) Oroszország egyik járása a Rjazanyi területen. Székhelye Csucskovo.

## Népesség
- 1989-ben  12 294 lakosa volt.
- 2002-ben 11 244 lakosa volt.
- 2010-ben 8700 lakosa volt.